# Comitê da Gastronomia Brasileira
O Comitê da Gastronomia Brasileira é uma ONG, com sede em Recife, Pernambuco que foi idealizada em 2013 e fundada em 2015 com o intuito de representar a classe de profissionais de cozinha do Brasil e fomentar o desenvolvimento e reconhecimento de cozinheiros e chefs de cozinha de forma regional, em cada estado brasileiro.

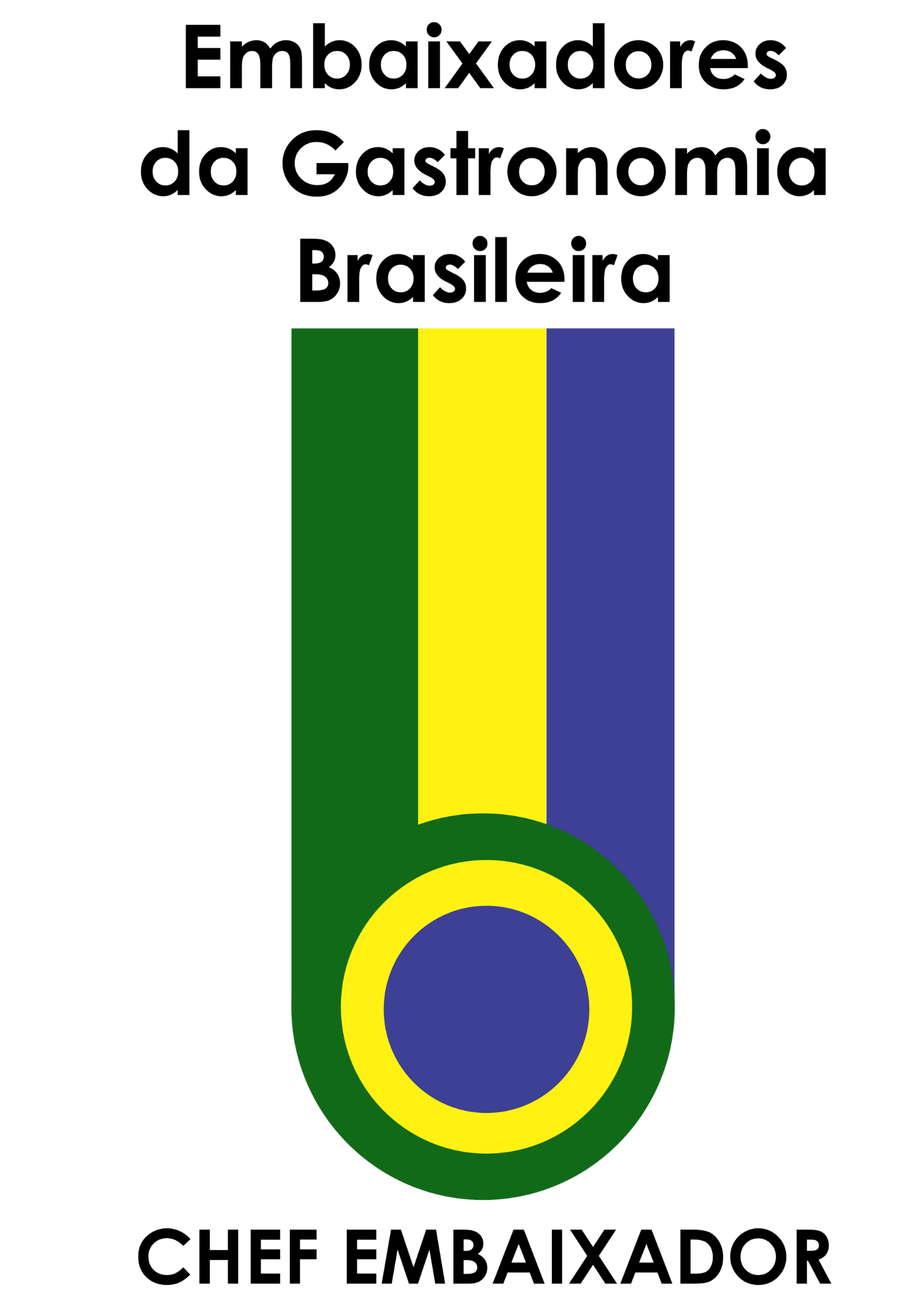
Brasão de Chef Embaixador da Gastronomia

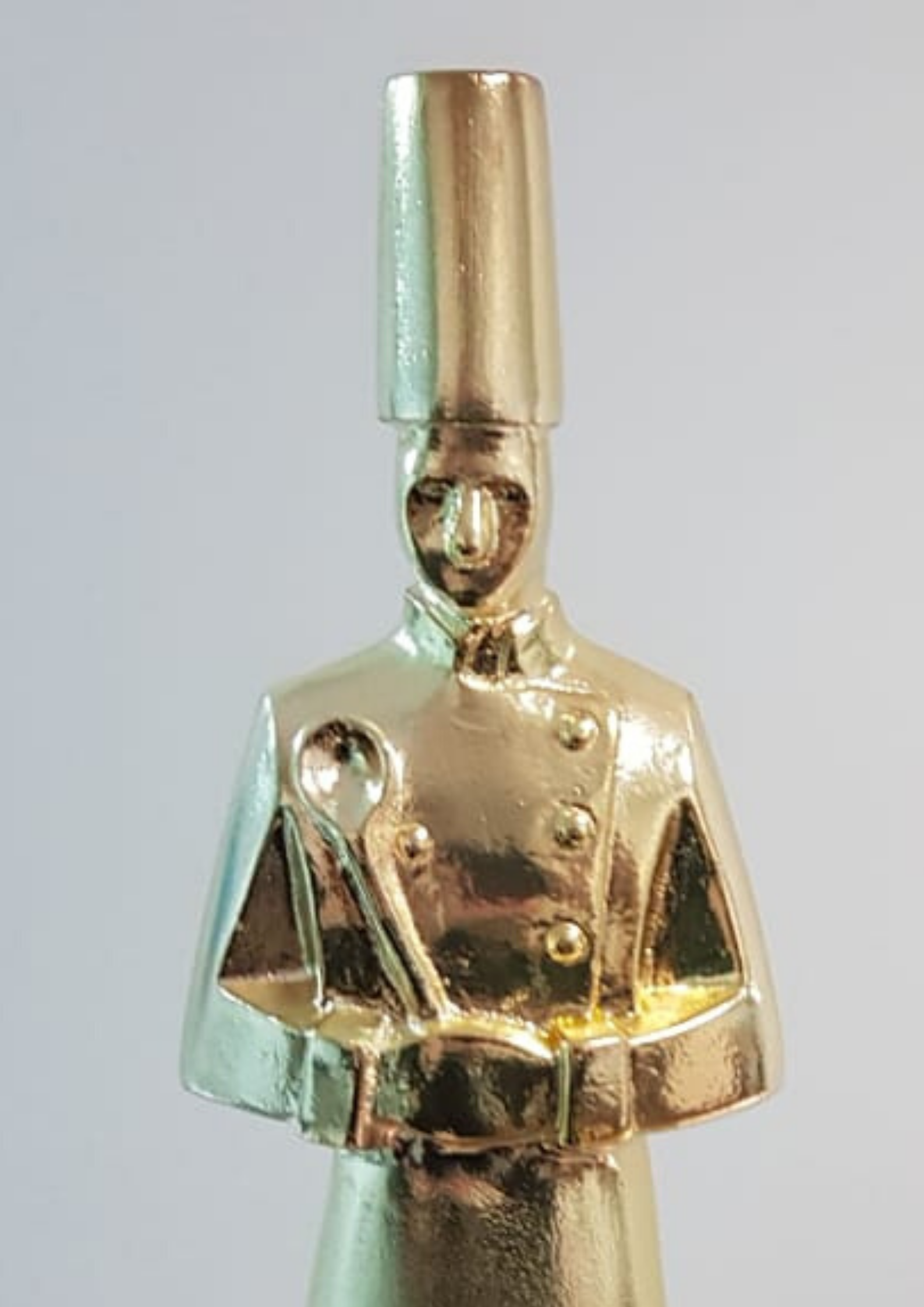
Estatueta do Prêmio Nacional Dólmã

Anualmente, a instituição promove o Encontro Nacional de Chefs, um evento que sucede uma série de "encontros regionais" em todos estados brasileiros. Durante os encontros regionais, acontecem fóruns, seminários, palestras e um concurso que elege um chef representante do estado para concorrer ao Prêmio Nacional Dólmã, que é conhecido como o "Óscar da Gastronomia Brasileira". O Prêmio, que existe desde 2014.
O Comitê da Gastronomia Brasileira é a entidade nacional responsável por eleger e emitir o certificado que nomeia os Chefs Embaixadores da Gastronomia Brasileira, um título vitalício, que reconhece em cada estado brasileiro, um chef representante por ano.